# Vitbrynad bulbyl
Vitbrynad bulbyl (Pycnonotus goiavier) är en vanligt förekommande sydostasiatisk tätting i familjen bulbyler.

## Kännetecken
Vitbrynad bulbyl är en cirka 20 centimeter lång fågel med diagnostisk kombination av brett vitt ögonbryn, mörk krona och tygel, vit strupe och gul undergump. Ovansidan är brunaktig, bröst och buk vitaktiga och svagt streckade. Ungfågelns ögonbryn är mindre distinkt, krona blekare och brunare, ovansidan varmare brun, brunare och blekare näbb och streckningen undertill ännu svagare.

## Utbredning och underarter
Vitbrynad bulbyl delas in i sju underarter med följande utbredning:
- Pycnonotus goiavier jambu – låglänta områden i sydöstra Thailand till södra Indokina
- Pycnonotus goiavier analis – Malackahalvön, Sumatra med närliggande öar, Java, Bali, Lombok och Sumbawa
- Pycnonotus goiavier gourdini – Borneo och Maratuaöarna
- Pycnonotus goiavier goiavier – norra och centrala filippinska öarna
- Pycnonotus goiavier samarensis – Filippinerna (Bohol, Cebu, Leyte, Samar, Ticao och Biliran)
- Pycnonotus goiavier suluensis – södra Filippinerna (Mindanao, Basilan, södra Camiguin och Suluöarna)

## Ekologi
Vitbrynad bulbyl trivs i kustnära snår, mangroveskogar, plantage och odlad mark oftast i låglänta områden men i Malaysia upp till 1 830 meter över havet. Den häckar december till oktober med flera kullar. Boet byggs 1,2 till tre meter över marken, en djup skål i en buske eller slyträd, ibland även i en grästuva eller klätterranka.

## Status och hot
Arten har ett stort utbredningsområde och en stor population, och tros öka i antal. Utifrån dessa kriterier kategoriserar internationella naturvårdsunionen IUCN arten som livskraftig (LC). Världspopulationen har inte uppskattats, men fågeln beskrivs som vanlig i hela sitt utbredningsområde och i låglänta och medelhöga regioner i Borneo till och med mycket vanlig.

## Namn
Fågelns vetenskapliga namn goiavier kommer från det franska namnet Sonnerat gav arten 1776 för att den frekventerade guavaträd, på franska goyavier.

## Bilder

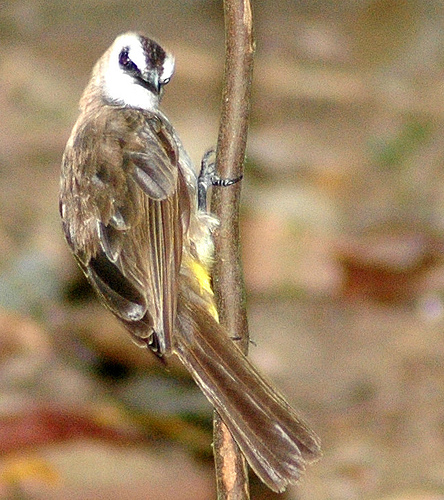
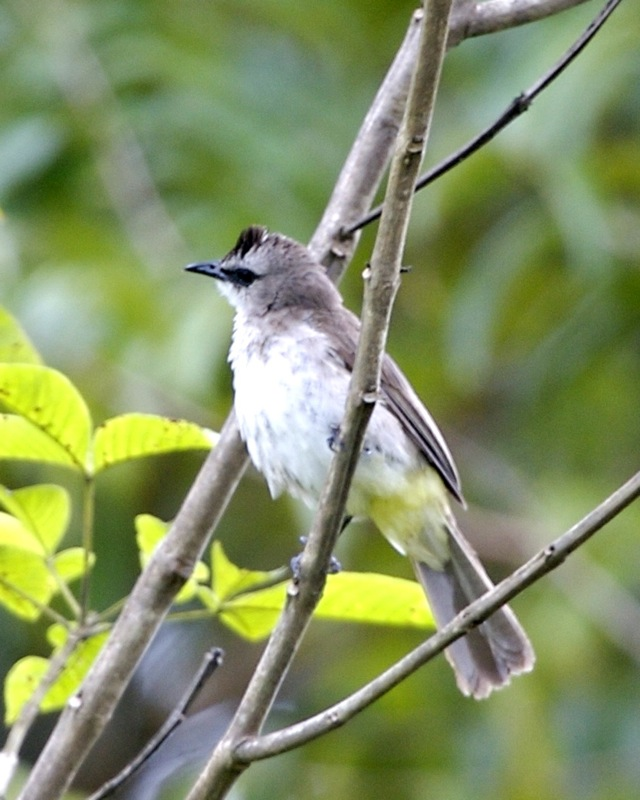
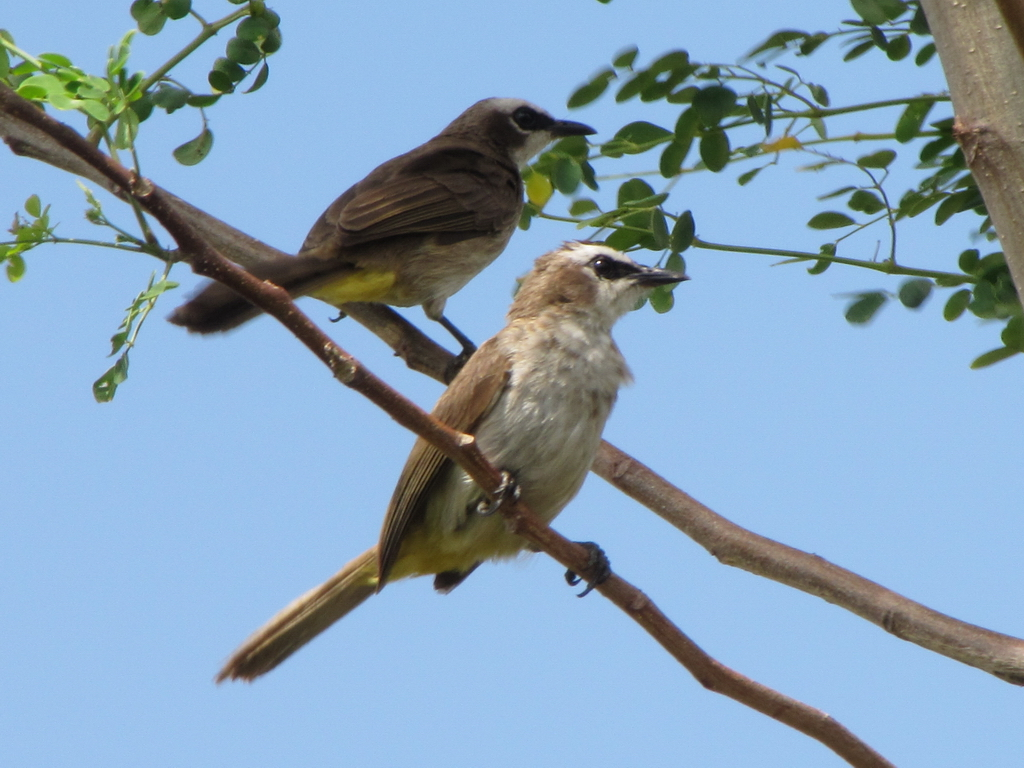
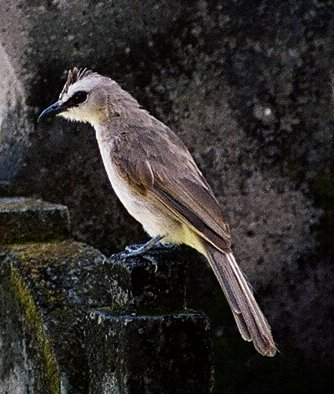